# Hawking (telefilme)
Hawking (br: A História de Stephen Hawking) é um telefilme britânico de 2004 dirigido por Philip Martin e protagonizado por Benedict Cumberbatch no papel de Stephen Hawking.

## Sinopse
O filme mostra a vida do físico britânico Stephen Hawking a partir do diagnóstico de sua doença degenerativa, aos 21 anos de idade, acompanhando suas conquistas e descobertas, que revolucionaram a ciência contemporânea.

## Elenco
- Benedict Cumberbatch	...	Stephen Hawking
- Michael Brandon	...	Arno Penzias
- Tom Hodgkins	...	Robert Wilson
- Christian Rubeck	...	Reporter (como Christian Pedersen)
- Lisa Dillon	...	Jane Wilde
- Phoebe Nicholls	...	Isobel Hawking
- Matthew Marsh	...	Dr. John Holloway
- Anastasia Hille	...	Nurse Susan McClean
- Adam Godley	...	Frank Hawking
- Peter Firth	...	Sir Fred Hoyle
- Rohan Siva	...	Jayant Narlikar
- Bertie Carvel	...	George Ellis
- Tom Ward	...	Roger Penrose
- Deirdre Costello	...	Barmaid
- John Sessions	...	Dennis Sciama

## Prêmios e indicações
- BAFTA Awards 2005
  - Melhor Ator para Stephen Hawking (indicado)
  - Melhor Drama Único (indicado)

- Emmy Internacional 2005
  - Melhor Telefilme/Minissérie (Indicado)

- Festival de Televisão de Monte Carlo 2004
  - Melhor Ator para Stephen Hawking (venceu)